# Parc Astérix
Parc Astérix is een Frans amusementencomplex bestaande uit het attractiepark en meerdere hotels. Het thema van het park is gestoeld op de wereld van de stripverhalen en tekenfilms van Asterix en Obelix die gecreëerd is door Albert Uderzo en René Goscinny. Parc Astérix staat bekend om zijn selectie achtbanen, waterattracties, en parkshows.
In 2023 ontving het attractiepark meer dan 2,8 miljoen bezoekers, waarmee het het derde meest bezochte attractiepark van Frankrijk en het achtste best bezochte van Europa was.

## Ligging
Parc Astérix is gesitueerd in Plailly, ongeveer 35 km ten noorden van Parijs en is ongeveer 33 hectare groot. Deze locatie ontleent zich goed om het vele verkeer van het park in goede banen te leiden. Het park bevindt zich naast de autosnelweg A1 tussen Rijsel en Parijs en heeft hierop een eigen afrit.

## Bezoekers
Het park is sinds de opening al erg populair, en in 2022 ontving het 2,6 miljoen bezoekers, goed voor een plek in de top 10 meestbezochte attractieparken in Europa. Binnen de pretparken van Frankrijk heeft Parc Astérix jaarlijks een gelijkaardig aantal bezoekers als Puy du Fou. Beide parken leggen het echter wel duidelijk af tegen de twee themaparken van Disneyland Parijs, welke het hele jaar door geopend zijn.

## Geschiedenis

### Ontstaan

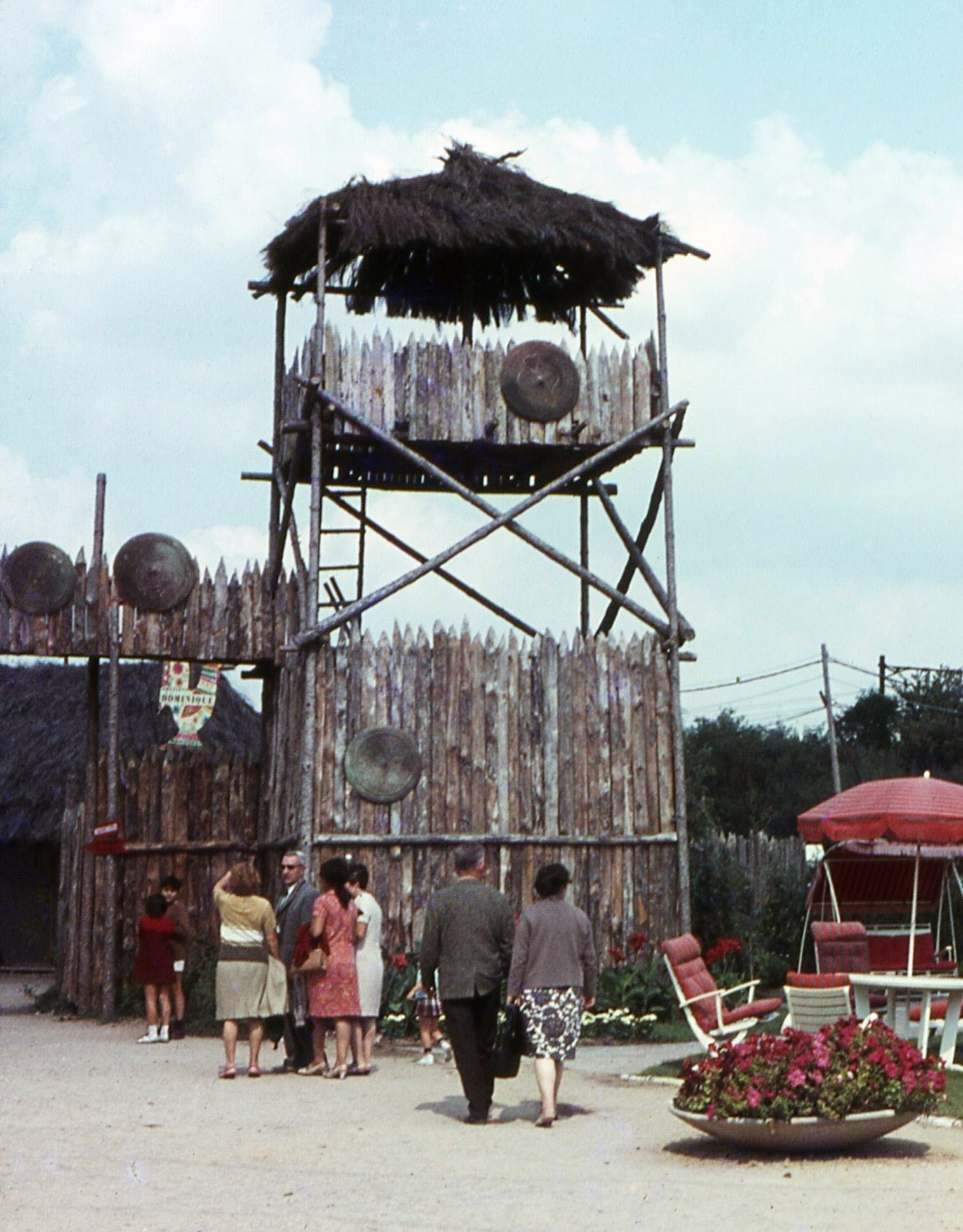
Ingekleurde foto (1967) van bloemenexpositie Floralix in Orléans waar het dorpje van Asterix was nagebouwd. Een inspiratiebron voor de oprichting van Parc Astérix.

In de wereld van Asterix zijn de eerste ideeën van een attractiepark door Albert Uderzo en René Goscinny te zien bij de getekende kermis in de uitgave van de Asterixstrip  De strijd van de stamhoofden uit 1966. Op de Floralix, een bloemenexpositie in Orléans in 1967 werd er ook een geheel dorp in thema van Asterix gebouwd. In datzelfde jaar hadden Uderzo en Goscinny een authorisatie gegeven voor een park gethematiseerd naar Astérix vlak bij de luchthaven van Nice. Het park draaide uit op een fiasco en moest al snel zijn deuren sluiten.
In 1977 was René Goscinny overleden en een aantal jaren later, in 1981, was Albert Uderzo naar het Disneyland Park geweest in Californië en was geïnspireerd en gemotiveerd geraakt om nogmaals de rechten van Asterix te verlenen om een themapark in Frankrijk te bouwen.
In 1984 begon het marktonderzoek met als doel de haalbaarheid en het financiële plaatje van het park in kaart te brengen. In 1985 werden er financiële regelingen getroffen. Rond die tijd werd ook aangekondigd dat Disneyland Parijs zich in Parijs ging vestigen. Vanaf 1987 werden de technische studies en planning van de werkzaamheden toevertrouwd aan het bedrijf Dumez om het park op te bouwen. Het beheer van Parc Astérix wordt toevertrouwd aan twee grote dienstverleners: de ACCOR-groep en de Générale des Eaux. Het oorspronkelijke investeringsbedrag voor het park bedroeg 780 miljoen Franse frank (ongeveer 119 miljoen euro). Het park werd ontworpen in samenwerking met Albert Uderzo en diens goede vriend Pierre Tchernia die veel contact had met de ontwerpers die onder leiding stonden van Michel Kalt en Jean-Michel Ruols. Een van de ontwerpers was de Belgisch striptekenaar Jo-El Azara. De Franse stem van Asterix werd ingesproken door Roger Carel die ook de tekenfilms insprak.

### Beginjaren (1989-2002)

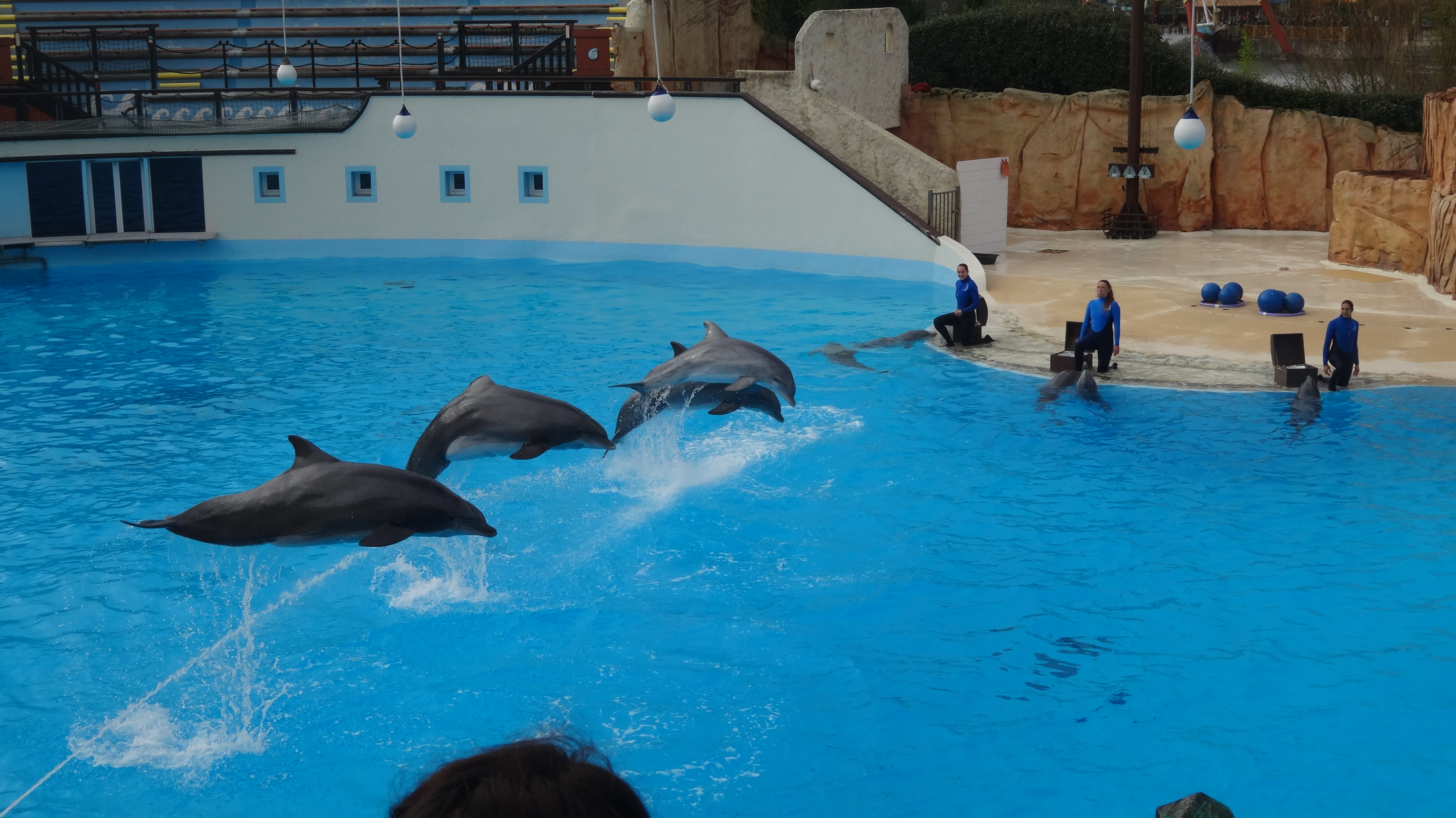
Dolfijnenshow in het Poséidon-theater

Geïnspireerd op de kastelen uit de Disney-parken heeft Parc Astérix een 7 meter hoge berg, onderdeel van de Grand Splatch, waarop een groot beeld van Asterix zit die bij binnenkomst van het park de gasten tegemoet ziet. Parc Astérix werd op 30 april 1989 geopend met de themagebieden Via Antiqua, Le Village d'Asterix (nu: La Gaule), L'Empire Romain, en Rue de Paris (nu: À travers le temps). Het park had bij de opening direct een aantal grote attracties in huis waaronder de rondvaart La Balade d'Astérix, achtbaan Goudurix, een dolfijnenshow in het Poséidon-theater, rapid river La Descente du Styx, en Shoot-the-Chute Grand Splatch. Het park was populair onder de Franse bevolking en het eerste jaar ontving het park 1,3 miljoen bezoekers. Het maakte wel een financieel verlies doordat de verwachte 1,8 miljoen bezoekers niet werd gehaald.
Hierdoor was er nood aan extra liquide middelen waardoor er in 1990 zo'n 70% van de aandelen in handen van 6 van de meer dan 20 aandeelhouders. Dat jaar werd Place de Gergovie gemaakt. De eerste jaren waren financieel moeilijk, maar Parc Astérix bleef wel actief campagne voeren via mediakanalen. In 1992 was het radiostation van het park Menhir FM in de lucht.

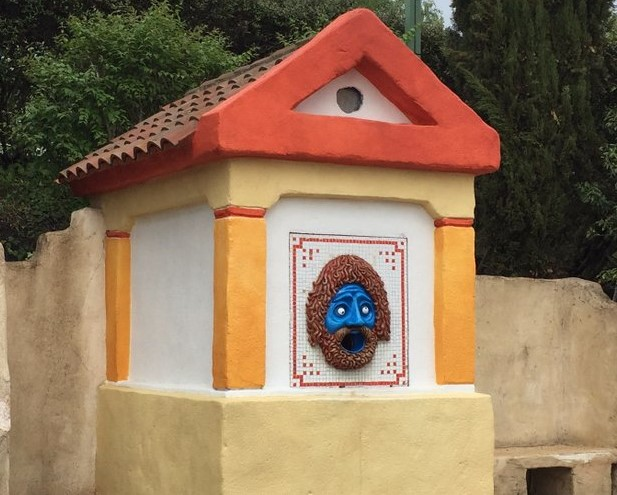
Pratende prullenbak in Parc Astérix die gemaakt is i.s.m. de Efteling

In 1992 werd de grote nabijgelegen concurrent, Disneyland Parijs, geopend en dit was het dieptepunt qua bezoekersaantallen met iets minder dan 1 miljoen bezoekers, het laagste bezoekersaantal van het park tot de Coronapandemie in 2020 zo'n 28 jaar later. Opnieuw werd er gevreesd voor een faillissement. Park Astérix voegde zich in 1993 bij de Great European Theme Parks samen met Europa-Park (Duitsland), Alton Towers (England), Liseberg (Zweden), en de Efteling (Nederland). Rond die tijd zouden er ook pogingen gedaan zijn door De Efteling om Parc Astérix over te nemen. Echter het tij keerde voor het park doordat Parc Astérix de Franse cultuur benadrukte, wat de Fransen meer aansprak dan de Amerikaanse aanpak van Disney, wat men terugzag in verbeterde bezoekersaantallen. Vijf jaar na de oprichting, in 1994, werd het themagebied La Grèce Antique geopend en was het park voor het eerst winstgevend. In samenwerking met De Efteling is dat jaar een pratende prullenbak gemaakt, met de techniek van Holle Bolle Gijs, in het nieuwe deel van het park. Hij vraagt de mensen in het Frans om papier.
Het park werd in de loop der jaren verder uitgebreid door verdere investeringen. Zo werd een grote investering gedaan in 1995 met de boomstamattractie Menhir Express van Hopkins Rides Inc en in 1996 kwam er een nieuwe show Main basse sur la Joconde. In 1997 werd Tonnerre de Zeus, toen de grootste houten achtbaan van Europa, door Custom Coasters International gebouwd.Tijdens het 10-jarig bestaan in 1999 werd het eerste hotel in gebruik genomen alsook de budgetvriendelijke Spinning Rapids Ride L'Oxygénarium waar de park een Thea Award voor ontving. Dat jaar fuseerde Parc Astérix met de Musée Grévin - France Miniature group en wordt Grévin & Compagnie SA.
In 2001 werd de bobslee-achtbaan Trace du Hourra van Mack Rides geopend.

### Overname door Compagnie des Alpes en verdere ontwikkelingen (2002-2022)
Vanaf 2002 is Compagnie des Alpes de volledige eigenaar van het park na overname van Grévin & Compagnie SA. Dat jaar werd Walt Disney Studios Parks geopend, maar deze keer zonder ingrijpende gevolgen voor de bezoekersaantallen van Parc Astérix. In 2008 werd het door Mack Rides ontwikkelde madhouse Le Défi de César geopend.
Vanaf de jaren 2010-2020 zijn er veel investeringen gedaan in het park. Het themagebied L'Égypte werd in 2012 geopend met als grote blikvanger de omgekeerde achtbaan OzIris van Bolliger & Mabillard van €20 miljoen, tot dan de duurste investering van het park. Vanaf 2014 is voor de jongste bezoekers La forêt d'Idéfix ingericht. In 2016 werd een skybar, L'Aérolaf, in het park geplaatst. De omzet van deze bar is geen onderdeel van Parc Astérix, maar verloopt via zelfstandige uitbaters. In 2017 werd Pégase Express, een stalen achtbaan voor de familie van Gerstlauer, geopend.
In 2018 werd het tweede driesterrenhotel gebouwd en twee jaar later werd een viersterrenhotel gebouwd rondom het park. In 2020 werd ook de snelpas ingevoerd, genaamd Filotomatix, waarin men tijdslots kan reserveren voor de attracties. Van 2020 tot 2022 heerste de Coronapandemie en heeft het park een tijd zijn deuren moeten sluiten en opnieuw lagere bezoekersaantallen gezien, de laagste uit de geschiedenis van het park.
Begin 2021 maakte Parc Astérix bekend dat het stopt met de dolfijnenshows. Sinds 2022 wordt het Théâtre de Poséidon gebruikt voor een menselijke duikshow.

### Recente geschiedenis
In 2023 werd de Intamin Blitz Coaster, Toutatis, een stalen lanceerachtbaan, geopend. Het is de duurste investering van het park tot op heden met een totaal kostenplaatje van €28 miljoen.

## Het Park
De wereld van Asterix speelt zich af rond het jaar 50 voor Christus ten einde van de Gallische Oorlog en dit is het fundament voor het ontwerp van de attracties in het park. Echter heeft men een hoop vrijheden genomen met een portie humor in zowel de strips en tekenfilms alsook in het park. Daardoor hebben de parkontwerpers hun fantasie de vrije loop laten gaan en zodoende treft men een aantal anachronismes en humoristische situaties in het park aan. Zo zijn er diverse "Romeinse apparaten" zoals een Romeinse brievenbus. Het komische fantasiehoogtepunt, letterlijk, is misschien wel de AKI bovenaan de achtbaan Pégase Express om te waarschuwen voor een overweg in de lucht, maar een weg en treinrails zijn er niet.
De hoofdmascottes van het park zijn Astérix en Obelix en daarnaast zijn er ook andere figuren uit de reeks te vinden in het park. Daarnaast kent het park ook een parade waarin bekende figuren van de stripreeks op paradewagens op vaste tijden door het park rijden. Daarnaast heeft het park verschillende shows, met onder andere dierenshows (met dolfijnen en zeeleeuwen; die tegenwoordig niet meer gehouden worden), goochelshows, theatershows en stuntshows.
Parc Astérix is ingedeeld in verschillende themagebieden:
- Via Antiqua
- La Gaule
- La forêt d'Idéfix
- L'Empire Romain
- L'Égypte
- La Grèce Antique
- Les Vikings
- À travers le temps
- Le Festival de Toutatis

### Attracties

#### Achtbanen

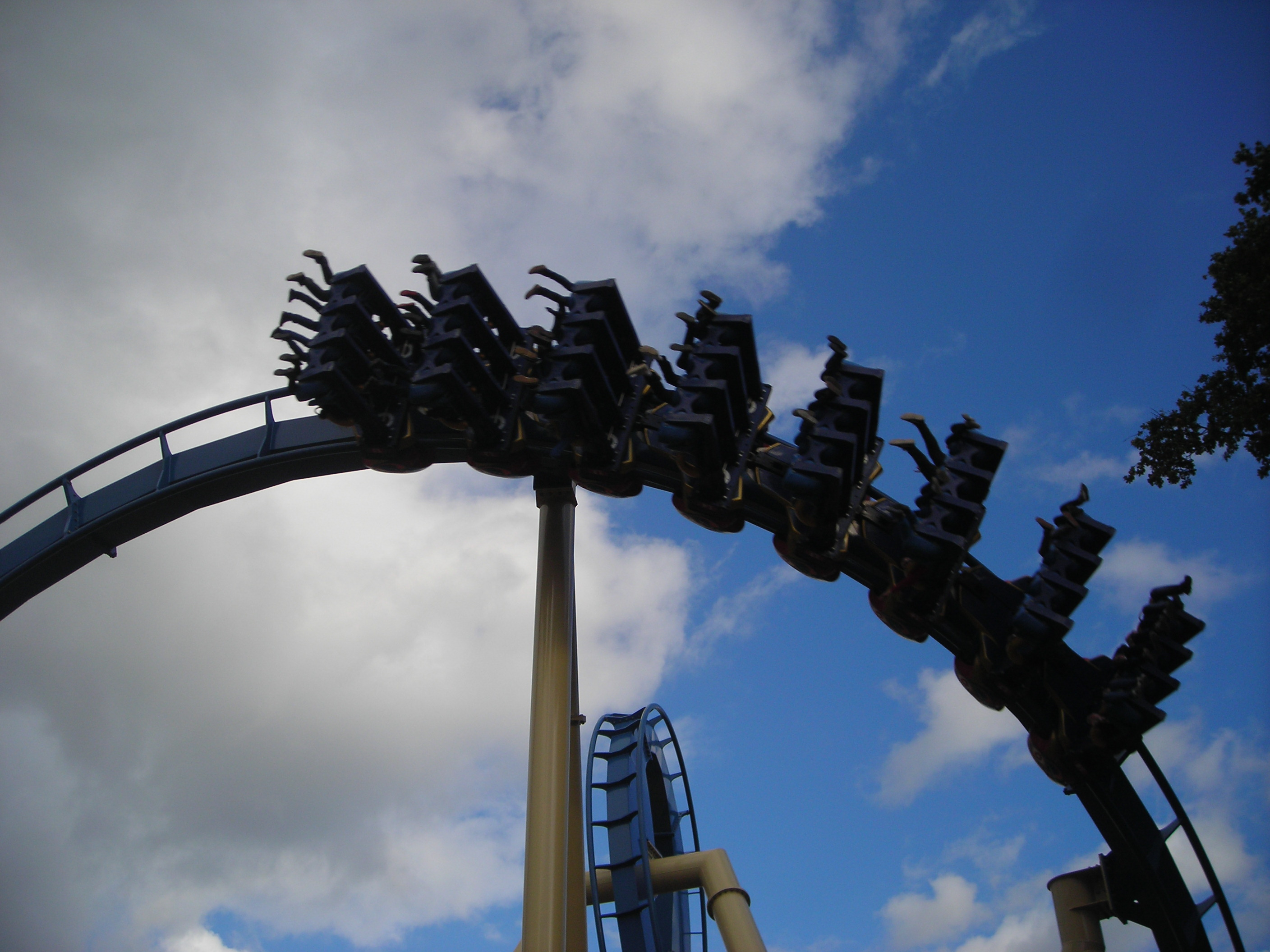
OzIris

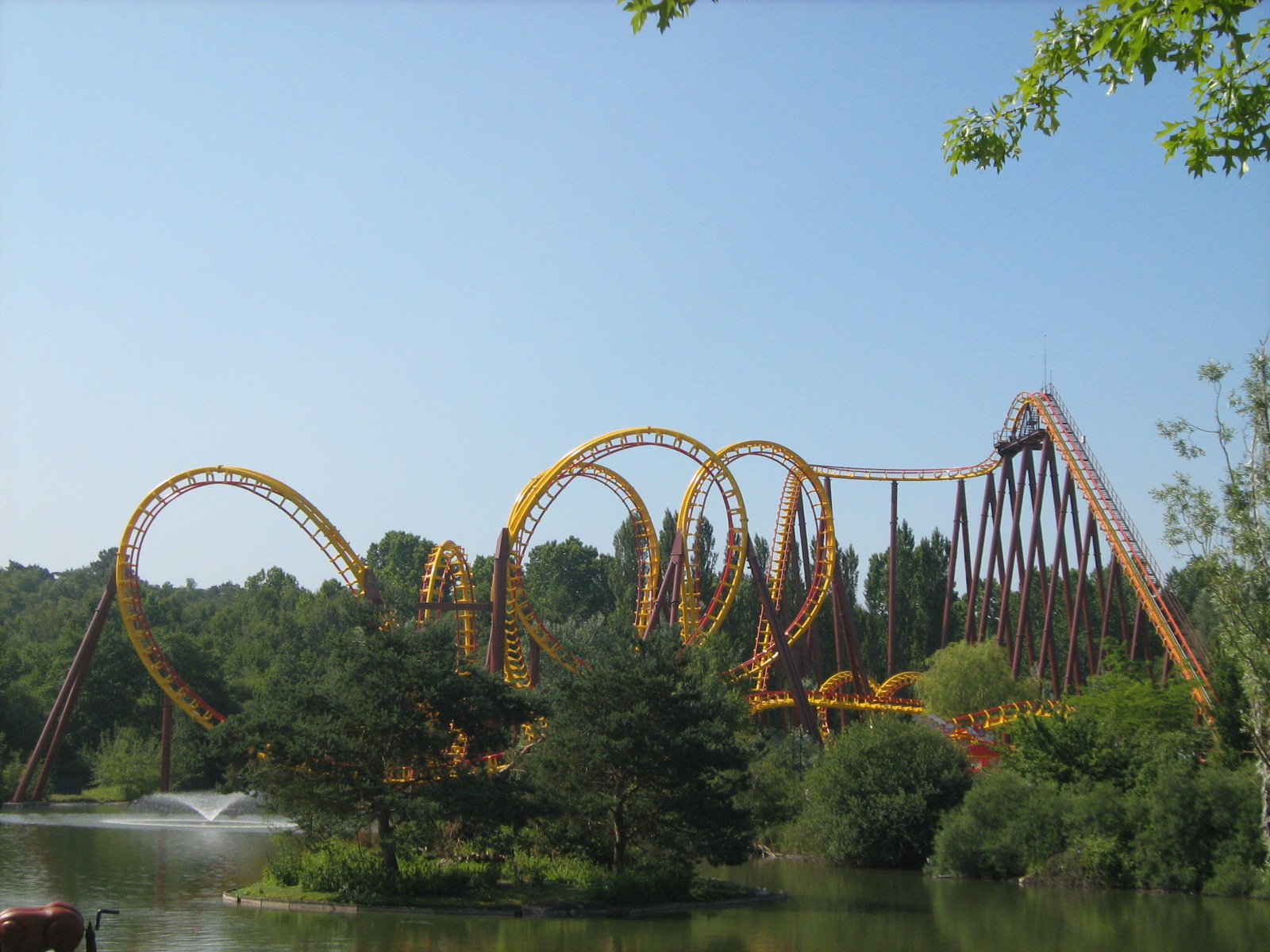
Goudurix

In het park staan acht achtbanen, de meeste van een park in Frankrijk. Dit zijn onder andere Tonnerre 2 Zeus. Deze 33 meter hoge houten achtbaan bereikt snelheden van 80 km/h en is een van de langste houten achtbanen in Europa. Ook heeft het park een omgekeerde achtbaan van de Zwitserse achtbaanfabrikant B&M in hun assortiment, die sinds april 2012 open is. Daarnaast is er een stalen achtbaan met zeven inversies, Goudurix genaamd. De snelste achtbaan van Frankrijk is sinds 2023 Toutatis.
| Naam            | Type                   | Bouwer                        | Opening |
| --------------- | ---------------------- | ----------------------------- | ------- |
| Goudurix        | Stalen achtbaan        | Vekoma                        | 1989    |
| SOS Numérobis   | Stalen achtbaan        | Zierer                        | 1990    |
| Le Vol d'Icare  | Stalen achtbaan        | Zierer                        | 1994    |
| Tonnerre 2 Zeus | Houten achtbaan        | Custom Coasters International | 1997    |
| Trace du Hourra | Bobslee-achtbaan       | MACK Rides                    | 2001    |
| OzIris          | Omgekeerde achtbaan    | Bolliger & Mabillard          | 2012    |
| Pégase Express  | Stalen achtbaan        | Gerstlauer                    | 2017    |
| Toutatis        | Stalen lanceerachtbaan | Intamin                       | 2023    |

#### Waterattracties
| Naam                | Type                 | Bouwer                     | Opening |
| ------------------- | -------------------- | -------------------------- | ------- |
| Épidemaïs Croisière | Tow boat ride        | Intamin AG                 | 1989    |
| Grand Splatch       | Shoot-the-Chute      | Intamin AG                 | 1989    |
| Romus et Rapidus    | Rapid river          | Intamin AG                 | 1989    |
| Menhir Express      | Boomstamattractie    | Hopkins Rides Inc          | 1995    |
| L'Oxygénarium       | Spinning Rapids Ride | WhiteWater West Industries | 1999    |

### Eetgelegenheden
In het park staan een aantal vaste locaties waar de gasten eten en drinken kunnen kopen.
| Naam                           | Type horeca                                               | Producten                 | Themazone          |
| ------------------------------ | --------------------------------------------------------- | ------------------------- | ------------------ |
| Au croissant de Diane          | Sandwichbar                                               | Broodjes, ijsjes          | L'Empire Romain    |
| Caïus Pizzarium                | Fastfood restaurant                                       | Pizza, hamburgers         | L'Empire Romain    |
| Aux Fastes de Rome             | Fastfood restaurant                                       | Hamburgers                | L'Empire Romain    |
| La Taverne de Dionysos         | Sandwichbar                                               | Broodjes, ijsjes          | La Grèce Antique   |
| Fritapopoulos                  | Snackbar                                                  | Patat                     | La Grèce Antique   |
| Le Restaurant du Lac           | Restaurant met tafelbediening                             | Verschillende gerechten   | À travers le temps |
| Le Cirque                      | Zelfbedieningsrestaurant All-you-can eat buffetrestaurant | Verschillende gerechten   | À travers le temps |
| La Halte des Chevaliers        | Fastfood restaurant                                       | Hamburgers                | À travers le temps |
| Le Petit Chaudron              | Fastfood restaurant                                       | Hamburgers, pizza         | La Gaule           |
| Le Relais Gaulois              | Zelfbedieningsrestaurant                                  | Menukaart                 | La Gaule           |
| L'Aérolaf                      | Skybar                                                    | Drinken                   | Les Vikings        |
| Chez EnCasdePanix              | Sandwichbar                                               | Broodjes                  | La Gaule           |
| Le repaire des lutins          | Eetcafé                                                   | Crêpes                    | À travers le temps |
| P'OZ Kebab                     | Fastfood restaurant                                       | Kebab, shoarma, pitta     | L'Égypte           |
| Au dolmen Gourmand             | Fastfood restaurant                                       | Hamburgers                | La Gaule           |
| Le Patio                       | Italiaans restaurant                                      | Menukaart                 | L'Empire Romain    |
| Le sanglier borgne (Halloween) | Bar                                                       | Cocktails, bieren, whisky |                    |

## Hotels
Nabij het park liggen drie officiële Parc Astérix-hotels waar bezoekers kunnen overnachten.
| Naam                | Opening | Sterren | Aantal kamers |
| ------------------- | ------- | ------- | ------------- |
| Les Trois Hiboux    | 1999    | 3       | 150           |
| La Cité Suspendue   | 2018    | 3       | 150           |
| Les Quais de Lutèce | 2020    | 4       | 150           |

## Onderscheidingen
In 1998 en 2000 was het park een van de finalisten om kans te maken op de I.A.A.P.A. Applause Award.
De Spinning Rapids Ride L'Oxygénarium heeft in 2001 een Thea Award ontvangen in de categorie Uitmuntende prestatie met een beperkt budget (EN: Award for Outstanding Achievement with a limited budget).
In 2020 heeft hotel Les Quais de Lutèce een Thea Award ontvangen in de categorie Best gethematiseerde hotel (EN: Award for Outstanding Achievement of a themed hotel).

## Incident
Op 5 juli 2006 is een Belgisch jongetje van zes omgekomen. Hij verdronk in de waterattractie La Descente du Styx. Het jongetje maakte deel uit van een groep, maar hij was vertrokken zonder begeleider.